# Parafia św. Katarzyny w Trzechlu
Parafia pw. św. Katarzyny w Trzechlu – parafia rzymskokatolicka, należąca do dekanatu Golczewo, archidiecezji szczecińsko-kamieńskiej, metropolii szczecińsko-kamieńskiej. W parafii posługują księża diecezjalni. Według stanu na wrzesień 2018 proboszczem parafii był ks. Zbigniew Tyszkiewicz. Zgodnie ze stanem na 2023 r. proboszczem parafii jest ks. Andrzej Gański.  

## Miejsca święte

### Kościół parafialny
Kościół pw. św. Katarzyny w Trzechlu

### Kościoły filialne i kaplice
- Kościół pw. św. Łucji w Czermnicy[1]
- Kościół pw. św. Stanisława Biskupa i Męczennika w Dzisnej[1]
- Kościół pw. Najświętszej Maryi Panny Królowej Polski w Łożnicy[1]